# Lelești
Leleşti é uma comuna romena localizada no distrito de Gorj, na região de Oltênia. A comuna possui uma área de 30.17 km² e sua população era de 1803 habitantes segundo o censo de 2007.